# Harmochirus ahmedi
Espèce
Harmochirus ahmedi est une espèce d'araignées aranéomorphes de la famille des Salticidae.

## Distribution
Cette espèce est endémique du Bangladesh.

## Description
Le mâle holotype mesure 5,00 mm.

## Étymologie
Cette espèce est nommée en l'honneur de Main Uddin Ahmed.

## Publication originale
- Biswas, 2016 : A new species of the genus Harmochirus Simon, 1885 from Bangladesh (Araneae: Salticidae). Indian Journal of Arachnology vol. 5, no 1/2, p. 124-129.